# Ernest Lister

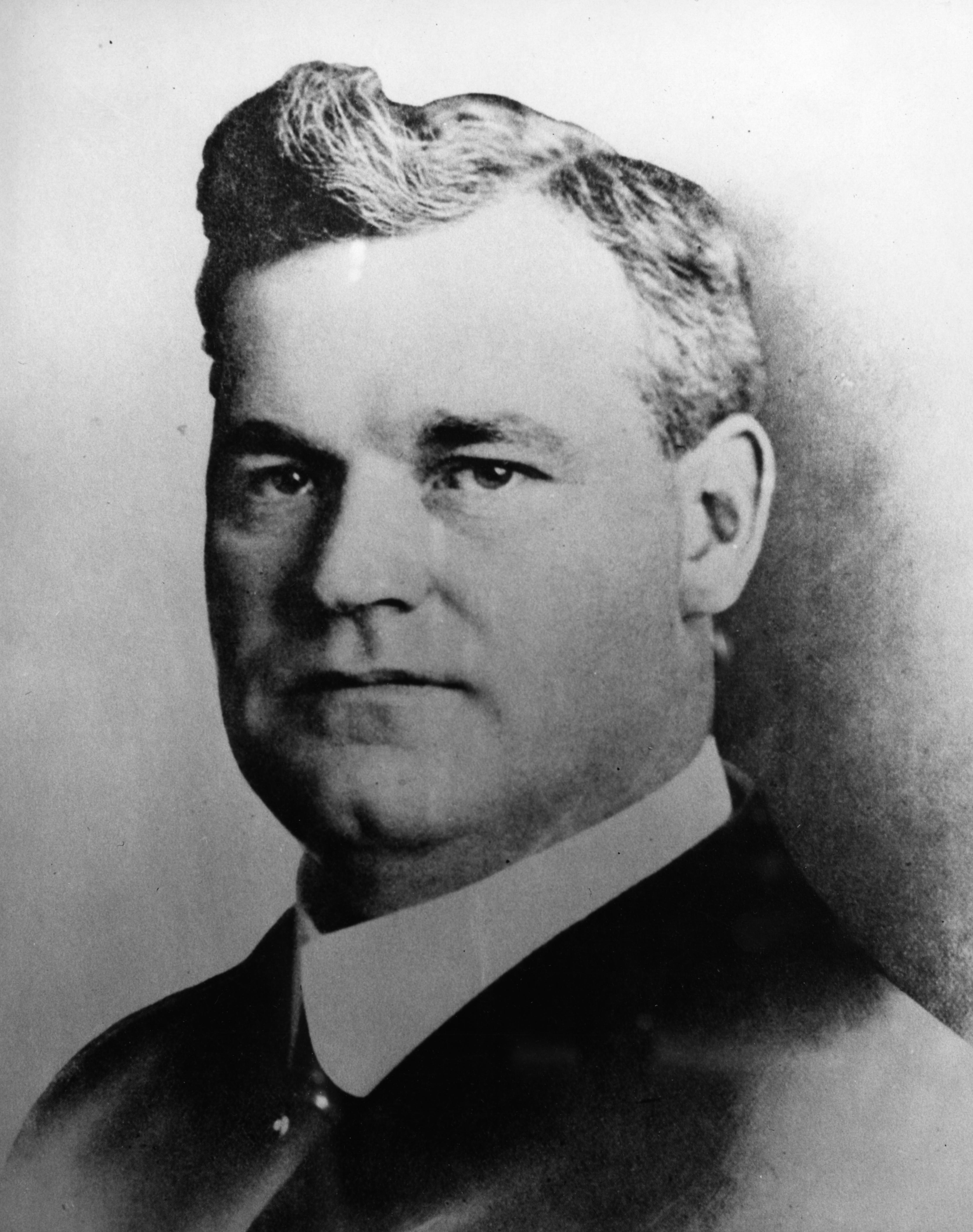
Ernest Lister

Ernest Lister (* 15. Juni 1870 in Halifax, England; † 14. Juni 1919) war ein US-amerikanischer Politiker und von 1913 bis 1919 der achte Gouverneur des Bundesstaates Washington.

## Frühe Jahre
Die ersten 14 Jahre seines Lebens verbrachte Lister in seiner englischen Heimat. Dann wanderte seine Familie nach Amerika aus, wo sie sich in Tacoma im Washington-Territorium niederließen. Ein Onkel von Lister war in dieser Stadt Bürgermeister. Ernest Lister betrieb bald eine Gießerei und eine Holzverarbeitungsfabrik.

## Politischer Aufstieg
Zu Beginn seiner politischen Laufbahn schloss sich Lister der Populist Party an. Im Jahr 1894 wurde er in den Stadtrat von Tacoma gewählt und 1896 war er Wahlkampfmanager von Gouverneur John Rogers. Nach Rogers’ Wahlsieg wurde Lister für seinen Einsatz mit der Ernennung zum Vorsitzenden eines Kontrollausschusses belohnt, der die Aufsicht über das Wohlfahrtsprogramm des Staates ausübte.
Als die Populist Party in den Jahren kurz vor der Jahrhundertwende mehr und mehr mit der Demokratischen Partei verschmolz, traten sowohl Rogers als auch Lister dieser Partei bei. Im Jahr 1912 bewarb sich Lister um die Nominierung seiner Partei für die anstehenden Gouverneurswahlen. Allerdings konnte er sich in den Vorwahlen nicht durchsetzen. Erst als kurz vor der eigentlichen Wahl der demokratische Kandidat als nicht wählbar erklärt wurde, rückte Lister dann doch noch zum Spitzenkandidaten seiner Partei auf. Es gelang ihm dann auch, die Gouverneurswahlen zu gewinnen. Er sollte aber der einzige Demokrat sein, der in diesem Jahr in ein politisches Amt im Staat Washington gewählt wurde. Entsprechend hatte er in den folgenden Jahren einen schweren Stand gegen die Opposition.

## Gouverneur von Washington
Ernest Lister trat sein neues Amt am 11. Januar 1913 an. Als Gouverneur setzte er sich für die Interessen der Landwirtschaft ein. So förderte er Bewässerungsanlagen und Maßnahmen zur Rodung von Ackerland. Gleichzeitig unterstützte er eine staatliche Versicherung für Industrieunfälle und legte ein Veto gegen eine Gesetzesvorlage des Staatsparlaments ein, das den Mitgliedern der Industrial Workers of the World die Bürgerrechte entzogen hätte. Seinen Anstrengungen ist es mit zu verdanken, dass der Achtstundentag an der Nordwestküste der USA Einzug hielt. Im Jahr 1916 wurde Lister von den Wählern in seinem Amt bestätigt; wieder war er der einzige Kandidat der Demokratischen Partei, der ein offizielles Amt gewinnen konnte. Seine zweite Amtszeit wurde von den Ereignissen des Ersten Weltkrieges überschattet, an dem die Vereinigten Staaten seit April 1917 beteiligt waren. Auch im Staat Washington wurde die Produktion auf den Rüstungsbedarf umgestellt. Die US-Armee gründete 1917 das Fort Lewis.
Noch während seiner zweiten Amtszeit erkrankte Lister schwer und verstarb am 14. Juni 1919, am Vorabend seines 49. Geburtstages. Die verbleibende Amtszeit als Gouverneur musste Vizegouverneur Louis F. Hart beenden. Ernest Lister war mit Alma Thornton verheiratet, mit der er zwei Kinder hatte.